# 青春の画廊
『青春の画廊』（せいしゅんのがろう）は、1976年8月1日にリリースされた古時計のファースト・アルバム。

## 解説
ヒット曲「ロードショー」を収録した古時計のファースト・アルバム。
帯のキャッチコピー「青春のカンバスに描く、愛と別れの風景」

## 収録曲
※　全編曲：船山基紀（特記以外）

### SIDE 1
1. イントロダクション（magic lantern）（3分03秒）
2. めぐり逢い（8分40秒）
  - 作詞：大場弘一／作曲：菅原進
3. プラタナス通り（3分29秒）
  - 作詞：伊丹恵／作曲：菅原進
4. 夕暮れの街（4分31秒）
  - 作詞・作曲：大場弘一
5. ロードショー（4分04秒）
  - 作詞：伊丹恵／作曲：山本達夫／編曲：青木望

### SIDE 2
1. お守り（3分03秒）
  - 作詞・作曲：大場弘一
2. 朝（3分52秒）
  - 作詞・作曲：西田昌弘
3. コンサート（3分57秒）
  - 作詞・作曲：大場弘一
4. 道玄坂（3分40秒）
  - 作詞：野尻雅俊／作曲：野尻雅俊・大場弘一
5. 風の便り（2分37秒）
  - 作詞・作曲：西田昌弘
6. 夏の終わり（5分00秒）
  - 作詞・作曲：大場弘一

## レコーディングスタッフ

### ミュージシャン
- Drums：森谷順
- E.Bass：後藤次利
- E.Guitar：松木恒秀
- A.Guitar：吉川忠英
- Keyboard：羽田健太郎、市川秀男
- Latin Percussion：ノブ（斎藤ノブ）
- Flute：衛藤幸男、相馬充
- Recorder：衛藤幸男
- Oboe：坂宏之
- 12thGuitar： 津村泰彦

## 発売履歴
| 発売日           | 規格             | 規格品番         | 備考             |
| テイチクレコード | テイチクレコード | テイチクレコード | テイチクレコード |
| ---------------- | ---------------- | ---------------- | ---------------- |
| 1976年8月1日     | LP               | GM-2001          |                  |
| 1976年8月1日     | CT               | TB-2555          |                  |
| 1976年8月1日     | 8トラック        | TEB-541          |                  |
| 2004年10月21日   | CD               | TECA-15594       |                  |